# Villa Bonini Matteazzi
Villa Bonin Longare Maistrello è una villa veneta situata in località Ponte Alto, alle porte di Vicenza, nel Veneto (Italia).
Costruita nel 1700 su progetto di Ottone Calderari, ricalca lo stile palladiano tipico di altre grandi ville venete.  Ora si trova nella zona industriale vicentina; prima della costruzione delle industrie era immersa nella campagna.
Alla villa appartenevano un giardino, 120 ettari di campi coltivati, una stalla e case rurali dove vivevano i contadini.
L'architetto Carlo Scarpa ideò un progetto di rinnovamento della villa mai realizzato.